# Philipp von Rosenberg

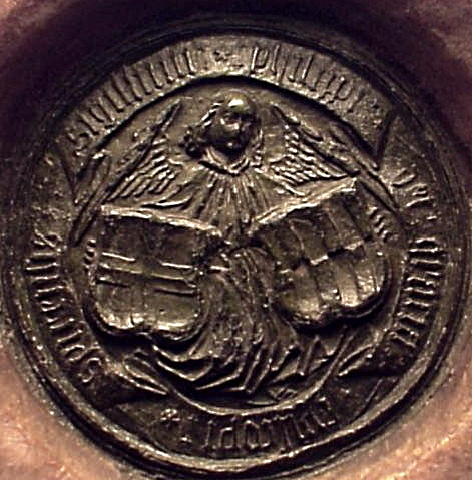
Wappensiegel Bischof Philipp von Rosenbergs, links das Speyerer Diözesanwappen mit Kreuz, rechts das Familienwappen „von Rosenberg“

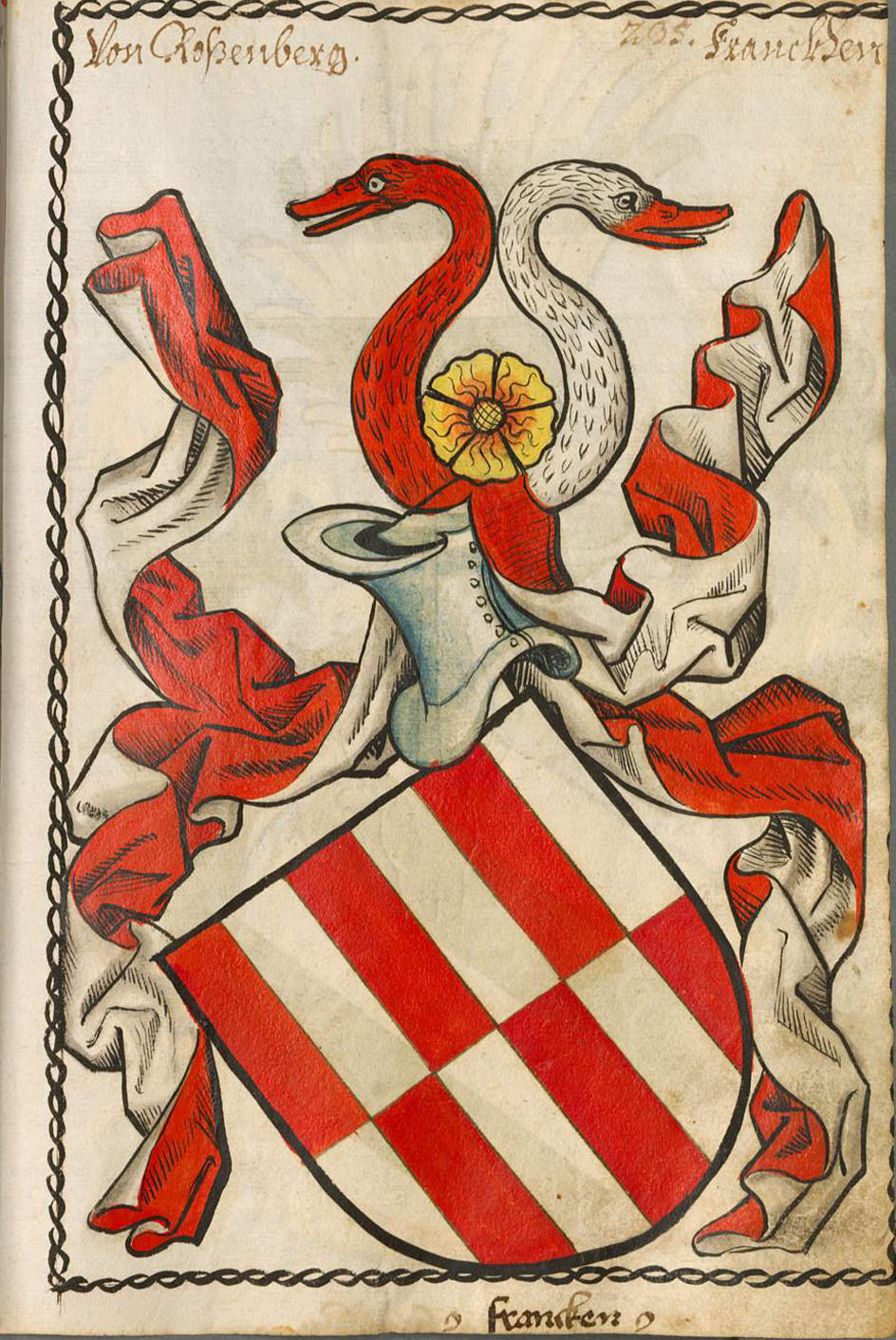
Familienwappen „von Rosenberg“ nach Scheiblers Wappenbuch

Philipp von Rosenberg (* um 1460; † 4. Februar 1513 in Udenheim, dem heutigen Philippsburg) war – teilweise auch unter dem variierenden Namen Philipp I. von Rosenberg – von 1504 bis 1513 Fürstbischof von Speyer.

## Leben

### Herkunft und Werdegang
Philipp von Rosenberg entstammte dem fränkischen Adelsgeschlecht von Rosenberg. Sein Vater war Erasmus von Rosenberg und seine Mutter Margarethe geborene von Helmstatt. Erasmus von Rosenberg war Amtmann von Uffenheim im Dienste des Fürstentums Ansbach und begründete die Linie der Rosenberger zu Uttenhofen. Auch die „von Helmstatt“ waren ein fränkisches Adelsgeschlecht. Beide Familien gehörten zum Ritterkanton Odenwald.
1479 studierte der junge Mann in Heidelberg und wurde Domherr zu Worms. 1480/81 setzte er das Studium in Ingolstadt fort, wo er zum Dr. decretorum (= kanonisches Recht) promovierte. 1480 erhielt Rosenberg ein Domherrenamt in Speyer. Durch seinen Onkel, Bischof Ludwig von Helmstatt, erfolgte 1490 die Ernennung zum Speyerer Generalvikar, 1492 zum Propst des Stiftes St. German in Speyer, 1495 zum Domsänger.

### Bischof von Speyer
Bischof Ludwig von Helmstatt starb am 24. August 1504 und Philipp von Rosenberg wurde bereits am 6. September gleichen Jahres zu seinem Nachfolger gewählt, die päpstliche Bestätigung erfolgte am 8. November 1504, die Bischofsweihe erhielt er am 9. Februar 1505.
Domkapitular Sigmund Joseph Zimmern bezeichnete den Bischof Ende des 19. Jahrhunderts rückblickend als „fromm aber sehr kränklich“ und er fährt fort: „Ein gelehrter, aber ausnehmend einfacher und sparsamer Mann. In 17 noch vorhandenen Sendbriefen bekämpfte er die Missstände bei Geistlichen und Laien und ließ eine Diözesan-Agende bei Peter Drach in Speyer drucken.“

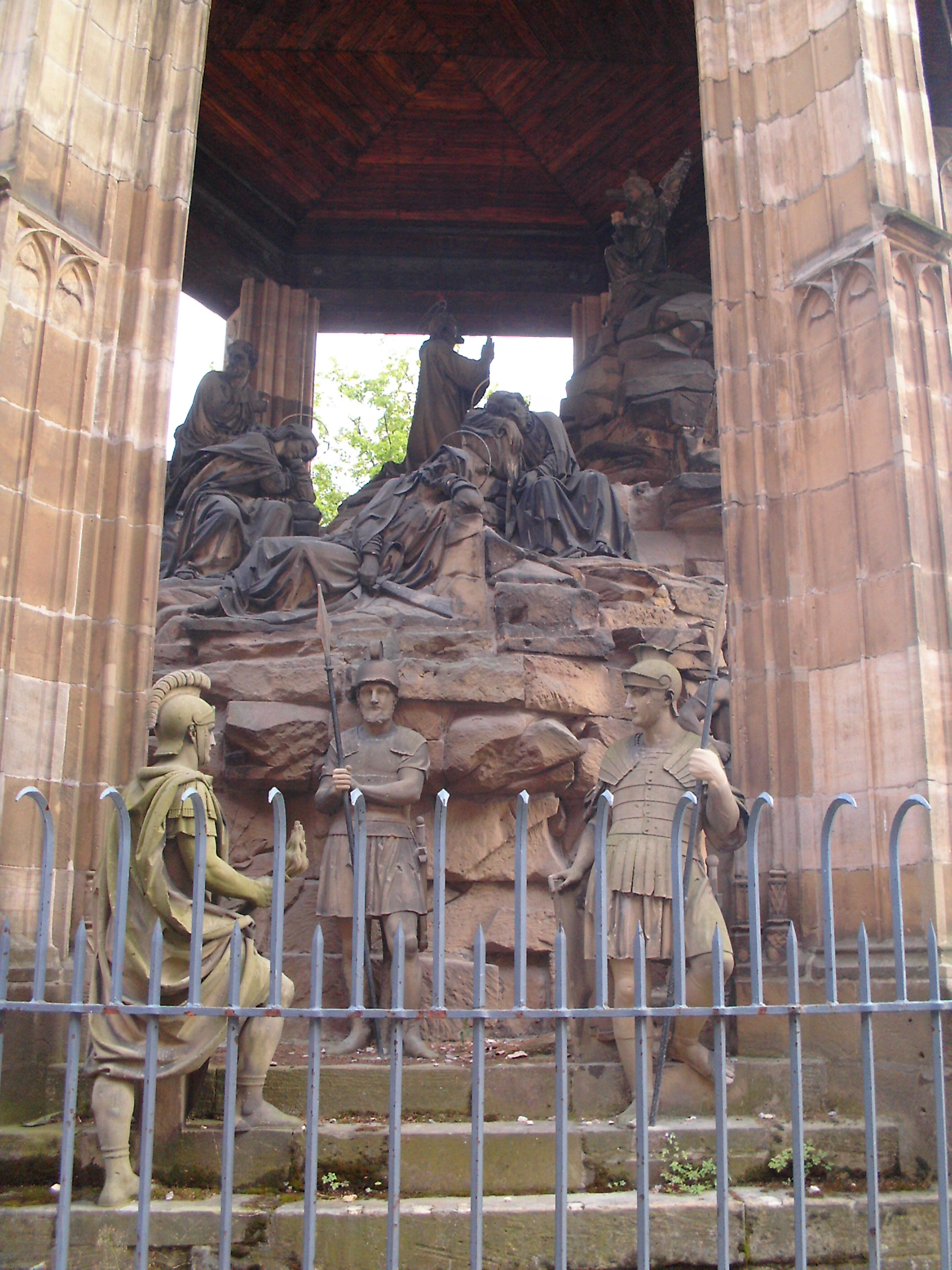
Der unter Bischof von Rosenberg neben dem Speyerer Dom errichtete „Ölberg“.

Unter Bischof Philipp von Rosenberg errichtete man 1509, in der Mitte des südlich des Domes befindlichen Kreuzganges, den künstlerisch sehr wertvollen „Ölberg“, ein Meisterwerk der Renaissancebildhauerei. Der Kreuzgang ging beim Stadtbrand von 1689 unter, der „Ölberg“ existiert (beschädigt) bis heute.
Seit 1510 verwendete Bischof von Rosenberg den Kanoniker Philipp von Flersheim, den späteren Bischof, als seinen Gesandten, der in dieser Eigenschaft unter anderem 1512 an den Reichstagen zu Trier und Köln teilnahm. Den gelehrten Humanisten Thomas Truchseß von Wetzhausen bestellte er ab 1507 zu seinem Generalvikar.
Bischof Philipp von Rosenberg ließ – wie bei Zimmern erwähnt – 1512 eine Diözesanagende mit pastoraltheologischem Teil publizieren und ermahnte die Diözesanpriester sich im Brevier dem Domklerus anzupassen sowie in der Liturgie nicht vom Diözesanritus und den Diözesangewohnheiten abzuweichen. Er verpflichtete die Geistlichen zur Anschaffung der Speyerer liturgischen Bücher, besonders des im Auftrag des Bischofs in Venedig gedruckten Breviers.
Laut Kapitalbuch des Albrecht von Rosenberg zu Boxberg schlichtete Bischof Philipp von Rosenberg 1507 im Familienkreis Streitigkeiten zwischen den Brüdern Friedrich und Arnold von Rosenberg wegen der Hinterlassenschaft des Jörg von Rosenberg.
Der Adelige Hartung Fuchs von Dornheim († 1512) war sein Hofmeister und Vertrauter in Regierungsangelegenheiten. Ihn entsandte er auch 1510 als seinen Vertreter zum Augsburger Reichstag.
Bischof Philipp I. von Rosenberg starb – gerade erst 53 Jahre alt – 1513 zu Udenheim. Er wurde im Kreuzgang des Speyerer Domes bestattet.

## Wappen
Das fürstbischöfliche Wappen ist üblicherweise geviert. Die Felder des Wappenschildes führen im Wechsel das Familienwappen der von Rosenberg, rot-silberne Rechtecke, die abwechselnd angeordnet sind und das Wappen des Bistums Speyer, ein silbernes Kreuz auf blauem Grund.